# Agartala
Agartala (Bengali: আগরতলা) is de hoofdstad van de Indiase staat Tripura, gelegen in het oosten van het land op twee kilometer van de grens met Bangladesh.

## Demografie
Volgens de Indiase volkstelling van 2001 wonen er 189.327 mensen in Agartala, waarvan 50% mannelijk en 50% vrouwelijk is. De plaats heeft een alfabetiseringsgraad van 85%.
In de stad wonen vooral Bengalen, en de Bengaalse taal en cultuur is volop aanwezig. Ook woont er een groeiend aantal Tripuri in de stad. 

## Bezienswaardigenheden
- Tripura State Museum
- Ujjayanta Palace
- Tripura State Tribal Museum

Er bevinden zich tientallen tempels in de stad. Er is ook een rooms-katholieke kathedraal; de stad is de zetel van het bisdom Agartala.

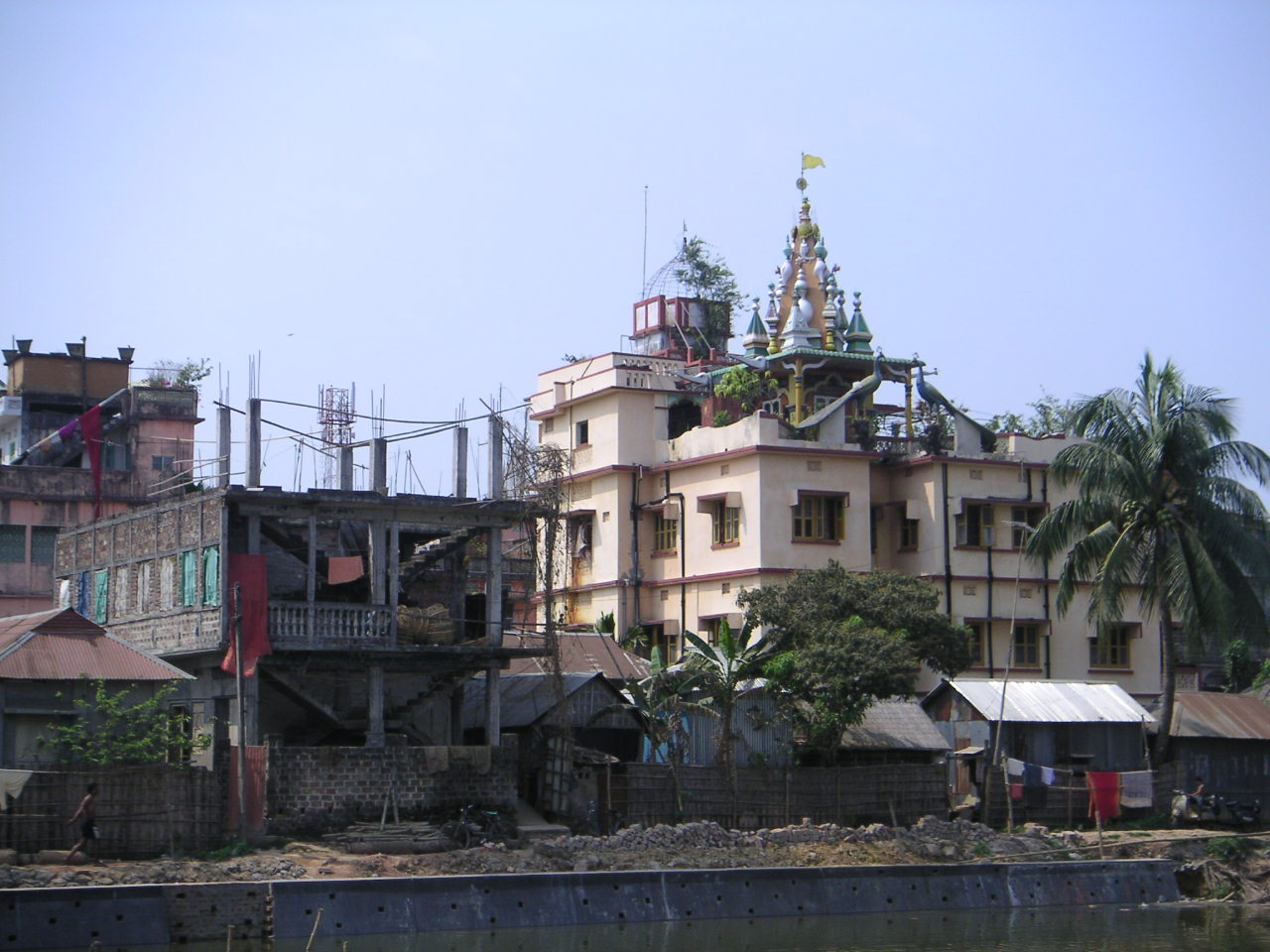
Tempel in Agartala